# Jason LaBarbera
Antonio Jason LaBarbera, född 18 januari 1980 i Burnaby, British Columbia, är en kanadensisk professionell ishockeymålvakt som tillhör NHL-organisationen Philadelphia Flyers och spelar för deras primära samarbetspartner Lehigh Valley Phantoms i American Hockey League (AHL). Han har tidigare spelat på NHL-nivå för New York Rangers, Los Angeles Kings, Vancouver Canucks, Phoenix Coyotes, Edmonton Oilers och Anaheim Ducks och på lägre nivåer för Hartford Wolf Pack, Manchester Monarchs, Oklahoma City Barons, Rockford IceHogs och Norfolk Admirals i AHL, Charlotte Checkers i East Coast Hockey League (ECHL) och Tri-City Americans, Portland Winterhawks och Spokane Chiefs i Western Hockey League (WHL).
LaBarbera valdes som 66:e spelare totalt av New York Rangers i NHL-draften 1998.